# Resolutie 2147 Veiligheidsraad Verenigde Naties
Resolutie 2147 van de Veiligheidsraad van de Verenigde Naties werd op 28 maart 2014 unaniem aangenomen door de VN-Veiligheidsraad. De resolutie verlengde de MONUSCO-vredesmacht in de Democratische Republiek Congo met een jaar, tot 31 maart 2015.

## Achtergrond
In 1994 braken in de Democratische Republiek Congo etnische onlusten uit die onder meer werden veroorzaakt door de vluchtelingenstroom uit de buurlanden Rwanda en Burundi. In 1997 beëindigden rebellen de lange dictatuur van Mobutu en werd Kabila de nieuwe president. In 1998 escaleerde de burgeroorlog toen andere rebellen Kabila probeerden te verjagen. Zij zagen zich gesteund door Rwanda en Oeganda. Toen hij in 2001 omkwam bij een mislukte staatsgreep werd hij opgevolgd door zijn zoon. Onder buitenlandse druk werd afgesproken verkiezingen te houden die plaatsvonden in 2006 en gewonnen werden door Kabila. Intussen zijn nog steeds rebellen actief in het oosten van Congo en blijft de situatie er gespannen.

## Inhoud
Op 7 november 2013 had de M23-rebellenbeweging de wapens neergelegd. Door de activiteiten van andere groeperingen als de FDLR, de ADF, het LRA, de Bakakta-Katanga en verscheidene Mai Mai-groeperingen bleef de crisis in Oost-Congo echter bestaan. Maar ook de massaverkrachting rondom Minova die door soldaten van het Congolese leger werd gepleegd in november 2012 werd veroordeeld.
Het mandaat van MONUSCO en diens interventiemacht werd verlengd tot 31 maart 2015. De vredesmacht moest de bevolking beschermen, gewapende groeperingen neutraliseren (dit was de taak van de interventiemacht), toezien op de naleving van het wapenembargo en juridische processen ondersteunen.

## Verwante resoluties
- Resolutie 2078 Veiligheidsraad Verenigde Naties (2013)
- Resolutie 2136 Veiligheidsraad Verenigde Naties
- Resolutie 2211 Veiligheidsraad Verenigde Naties (2015)
- Resolutie 2277 Veiligheidsraad Verenigde Naties (2016)

Lijst ·  2133 ·  2134 ·  2135 ·  2136 ·  2137 ·  2138 ·  2139 ·  2140 ·  2141 ·  2142 ·  2143 ·  2144 ·  2145 ·  2146 ·  2147 ·  2148 ·  2149 ·  2150 ·  2151 ·  2152 ·  2153 ·  2154 ·  2155 ·  2156 ·  2157 ·  2158 ·  2159 ·  2160 ·  2161 ·  2162 ·  2163 ·  2164 ·  2165 ·  2166 ·  2167 ·  2168 ·  2169 ·  2170 ·  2171 ·  2172 ·  2173 ·  2174 ·  2175 ·  2176 ·  2177 ·  2178 ·  2179 ·  2180 ·  2181 ·  2182 ·  2183 ·  2184 ·  2185 ·  2186 ·  2187 ·  2188 ·  2189 ·  2190 ·  2191 ·  2192 ·  2193 ·  2194 ·  2195